# Влада Милојка Спајића
Влада Милојка Спајића је 44. и тренутна влада Црне Горе. Изабрана је 31. октобра 2023. године већином гласова у Скупштини Црне Горе. Предсједник Владе је Милојко Спајић, док Владу чине чланови Покрета Европа сад, Демократске Црне Горе, Бошњачке странке, Нове српске демократије, Демократске народне партије, Социјалистичке народне партије, Албанске алтернативе и Албанског форума.
Пре реконструкције 23. јула 2024. године, Владу су чинили чланови Покрета Европа сад, Демократске Црне Горе, Цивиса, Социјалистичке народне партије,  Албанске алтернативе  и Албанског форума.

## Састав Владе

### Страначка заступљеност
| Странка                                  | Лидер                | Места у Влади |
| ---------------------------------------- | -------------------- | ------------- |
| Покрет Европа сад!                       | Милојко Спајић       | 11 / 32       |
| Демократска Црна Гора                    | Алекса Бечић         | 6 / 32        |
| Бошњачка странка                         | др Ервин Ибрахимовић | 5 / 32        |
| Нова српска демократија                  | Андрија Мандић       | 3 / 32        |
| Демократска народна партија Црне Горе    | Милан Кнежевић       | 2 / 32        |
| Социјалистичка народна партија Црне Горе | Владимир Јоковић     | 2 / 32        |
| Албански форум                           | Ник Ђељошај          | 2 / 32        |
| Албанска алијанса                        | Фатмир Ђека          | 1 / 32        |

### Чланови Владе
| Ресор                                                                                  | Министар                          | Министар | Странка | Напомена                                                                                           |
| -------------------------------------------------------------------------------------- | --------------------------------- | -------- | ------- | -------------------------------------------------------------------------------------------------- |
| Предсједник Владе                                                                      | Милојко Спајић                    |          | ПЕС!    | |
| Потпредсједник Владе за безбедност, одбрану, борбу против криминала унутрашњу политику | мр Алекса Бечић                   |          | ДЦГ     | |
| Потпредседник Владе за политички систем, правосуђе и антикорупцију                     | мр Момо Копривица                 |          | ДЦГ     | |
| Потпредседник Владе за европске и вањске послове                                       | Филип Ивановић                    |          | ПЕС!    | Од 23. јула 2024.                                                                                  |
| Потпредседник Владе за образовање, науку и односе са верским заједницама               | др Будимир Алексић                |          | НСД     | Од 23. јула 2024.                                                                                  |
| Потпредседник Владе за инфраструктуру и регионални развој                              | Милун Зоговић                     |          | ДНП     | Од 23. јула 2024.                                                                                  |
| Потпредседник Владе за међународне односе и министар вањских послова                   | др Ервин Ибрахимовић              |          | БС      | Од 23. јула 2024.                                                                                  |
| Потпредсједник Владе за економску политику и министар економског развоја               | Ник Ђељошај                       |          | АФ      | |
| Министарства                                                                           |                                   |          |         | |
| Министар правде                                                                        | Андреј Миловић                    |          | ПЕС!    | Мандат престао 23. јула 2024.                                                                      |
| Министар правде                                                                        | Бојан Божовић                     |          | ПЕС!    | Од 23. јула 2024.                                                                                  |
| Министар унутрашњих послова                                                            | Данило Шарановић                  |          | ДЦГ     | |
| Министар финансија                                                                     | Новица Вуковић                    |          | ПЕС!    | |
| Министар вањских послова                                                               | др Филип Ивановић                 |          | ПЕС!    | До 23. јула 2024.                                                                                  |
| Министар вањских послова                                                               | др Ервин Ибрахимовић              |          | БС      | Од 23. јула 2024.                                                                                  |
| Министарка саобраћаја                                                                  | Маја Вукићевић                    |          | ДНП     | Од 23. јула 2024.                                                                                  |
| Министарка европских послова                                                           | Маида Горчевић                    |          | ПЕС!    | |
| Министар рударства                                                                     | проф. др Саша Мујовић             |          | ПЕС!    | До 23. јула 2024: министар енергетике и рударства                                                  |
| Министар енергетике, нафте и гаса                                                      | Адмир Шахмановић                  |          | БС      | Од 23. јула 2024.                                                                                  |
| Министар јавне управе                                                                  | Мараш Дукај                       |          | АФ      | |
| Министарка рада и социјалног старања                                                   | Наида Нишић                       |          | ПЕС!    | |
| Министарка просвјете, науке и иновација                                                | проф. др Анђела Јакшић Стојановић |          | ПЕС!    | |
| Министар здравља                                                                       | др Војислав Шимун                 |          | ПЕС!    | |
| Министарка културе и медија                                                            | Тамара Вујовић                    |          | ДЦГ     | |
| Министар просторног планирања, урбанизма и државне имовине                             | Јанко Одовић                      |          | ПЕС!    | До 23. јула 2024.                                                                                  |
| Министар просторног планирања, урбанизма и државне имовине                             | Славен Радуновић                  |          | НСД     | Од 23. јула 2024.                                                                                  |
| Министар људских и мањинских права                                                     | Фатмир Ђека                       |          | АА      | |
| Министар одбране                                                                       | Драган Краповић                   |          | ДЦГ     | |
| Министар екологије, одрживог развоја и развоја севера                                  | Дамјан Ћулафић                    |          | ДЦГ     | Од 23. јула 2024.                                                                                  |
| Министарка туризма                                                                     | Симонида Кордић                   |          | НСД     | Од 23. јула 2024.                                                                                  |
| Министар поморства                                                                     | Филип Радуловић                   |          | ПЕС!    | До 23. јула 2024: министар саобраћаја и поморства                                                  |
| Министар пољопривреде, шумарства и водопривреде                                        | Владимир Јоковић                  |          | СНП     | |
| Министар спорта и младих                                                               | Драгослав Шћекић                  |          | СНП     | Од 23. јула 2024. Претходно: потпредседник Владе за демографију и младе и министар спорта и младих |
| Министарство рада, запошљавања и социјалног дијалога                                   | Наида Нишић                       |          | ПЕС!    | |
| Министар социјалног старања, бриге о породици и демографији                            | Дамир Гутић                       |          | БС      | Од 23. јула 2024.                                                                                  |
| Министар дијаспоре                                                                     | Мирсад Аземовић                   |          | БС      | Од 23. јула 2024.                                                                                  |
| Министар регионално-инвестиционог развоја и сарадње са НВО                             | Ернад Суљевић                     |          | БС      | Од 23. јула 2024.                                                                                  |
| Министар без портфеља                                                                  | Милутин Бутуровић                 |          | ПЕС!    | Од 23. јула 2024.                                                                                  |

## Чланови Владе којима је престала функција са реконструкцијом
| Потпредседник Владе за рад, образовање, здравство и социјалу   | др Срђан Павићевић  |  | ЦИВИС | До 23. јула 2024. |
| Министар енергетике и рударства                                | Михаило Вукићевић   |  | ПЕС!  | До 23. јула 2024. |
| Министар саобраћаја и поморства                                | Мирослав Зеленовић  |  | ПЕС!  | До 23. јула 2024. |
| Министар просторног планирања, урбанизма и државне имовине     | Јанко Одовић        |  | ПЕС!  |                   |
| Министар туризма, екологије, одрживог развоја и развоја севера | Владимир Мартиновић |  | ДЦГ   |                   |